# 難得友情人
難得友情人（日本放映原名：素顔のままで）是富士電視台在1992年4月13日至6月29日播出的「月九」電視連續劇，共12集。平均收視率26.4％。

## 演員
- 香坂優美子 - 安田成美 （香港配音：曾秀清）
- 月島カンナ - 中森明菜 （香港配音：黃玉娟；亞視譯名：月島咲文）
- 村上一也 - 東幹久（香港配音：李家輝）
- 澤田卓郎 - 的場浩司（香港配音：李文輝）
- 市村義彥 - 鶴見辰吾
- 香坂修造 - 兒玉清（香港配音：陸頌愚）
- 高木麻子 - あめくみちこ（香港配音：譚淑英）
- 榊隆一 - 松澤一之（香港配音：黃志明）

## 收視率
- STAGE.1　「ずっと一人だった」　25.8%
- STAGE.2　「ふたりの生活」　24.4%
- STAGE.3　「初めてのケンカ」　26.4%
- STAGE.4　「気づかぬ想い」　22.6%
- STAGE.5　「恋しくて」　25.9%
- STAGE.6　「哀しい秘密」　23.7%
- STAGE.7　「恋のゆくえ」　26.3%
- STAGE.8　「愛してる････」　26.6%
- STAGE.9　「さよならの予感」　26.7%
- STAGE.10　「会いたかった」　27.6%
- STAGE.11　「それぞれの旅立ち」　29.3%
- LAST STAGE　「君がいるだけで」　31.9%

（收視率為日本關東地區的收視率及由Video Research社調查）

## 製作
- 編劇: 北川悅吏子
- 配樂: 米米CLUB
- 導演: 光野道夫
- 製作人: 鹽澤浩二、長尾惠美子

## 主題曲
- 《只要有你在》 - 米米CLUB
- 《我愛你》 - 米米CLUB